# Eglė Juodvalkė
Eglė Juodvalkė (ur. 28 stycznia 1950 w East Chicago, zm. 28 marca 2020 w Chicago) – poetka i prozatorka litewska i amerykańska. Córka litewskich emigrantów.

## Życie
Urodziła się w 1950 w East Chicago w stanie Indiana (w zespole miejskim Chicago). Jej pierwszym językiem był litewski, drugim angielski. Ukończyła studia na wydziale slawistyki uniwersytetu w Chicago oraz w Pedagogical Institute of Lithuanian Language and Literature (Instytut Pedagogiczny Języka Litewskiego i Literatury Litewskiej) i podjęła pracę w nowojorskim biurze Radia Wolna Europa.  Od 1975 do 1995 pracowała w rozgłośni tego radia w Monachium. Była żoną polskiego pisarza Henryka Skwarczyńskiego (Skwara).

## Twórczość
Pisała po litewsku i angielsku. Wydała tomy wierszy Jai tu paliesi mane (Chicago 1972, Jeśli mnie dotkniesz), Paską žiedas žydi (Chicago 1983, Kto ma pierścień), Mnemosinės vėrinys (Wilno 1996, Korale Mnemozyny) oraz dwujęzyczny wybór poezji Veidrodis ir tuštuma – The Mirror and the Void (Wilno 2002, Lustro i pustka), jak również literacką autobiografię Cukraus kalnas, arba Lietuvės cukribinkės nuotykiaj Amerikoje ir kitose egzotiškose šalyse (Wilno 2000, Góra cukru albo Przygody litewskiej diabetyczki w Ameryce i innych egzotycznych krajach).
Fragmenty prozy pisarki w tłumaczeniu polskim ukazały się w „Borussii” i „Tyglu Kultury” wiersze w „Gościńcu Sztuki”. Jej prozę i poezję tłumaczył z języka angielskiego Leszek Engelking.